# 행복한 고독
행복한 고독은 한국에서 제작된 신경균 감독의 1963년 영화이다. 김석훈 등이 주연으로 출연하였고 정병준 등이 제작에 참여하였다.

## 출연

### 주연
- 김석훈
- 서양희
- 이동민

## 제작진
- 원작자: 명석정자
- 조명: 이병준
- 미술: 홍성칠